# منتظر محمد
منتظر محمد (زادهٔ ۵ ژوئن ۲۰۰۱) بازیکن فوتبال اهل عراق است که در پست هافبک و وینگر بازی می‌کند.
وی همچنین در تیم‌های ملی فوتبال زیر ۱۷ سال عراق، زیر ۱۷ سال عراق، زیر ۲۳ سال عراق، و عراق بازی کرده است.

## عملکرد باشگاهی
منتظر محمد همراه تیم الزورا در لیگ قهرمانان آسیا حضور داشت و در بازی مقابل الوحده امارات به تاریخ ۷ آوریل ۲۰۲۱ در ابوظبی روی نیمکت الزورا قرار گرفت. در ۱۹ ژوئیه ۲۰۲۱ وی به‌طور کامل مقابل نیروی هوایی عراق در فینال جام حذفی عراق به میدان رفت و در نهایت با شکست در ضربات پنالتی به نائب قهرمانی رسید. دو ماه بعد الزورا در سوپرجام فوتبال عراق در یک نبرد انتقامی دوباره به مصاف نیروی هوایی رفت و این بار با پیروزی ۱–۰ الزورا، نخستین قهرمانی منتظر محمد در ردهٔ باشگاهی به‌دست آمد.

### استقلال
منتظر محمد در تاریخ ۱۲ مرداد ۱۴۰۲ با عقد قراردادی دوساله به باشگاه فوتبال استقلال پیوست.و به چهارمین عراقی تاریخ باشگاه استقلال تبدیل شد. اما باشگاه استقلال به دلیل مشکلات سقف قرارداد مجبور شد به انتقال قرضی این بازیکن به باشگاه دیگری تن بده همچنین باشگاه استقلال پیش از انتقال قرضی این بازیکن، قرارداد او را به مدت یک فصل دیگر تمدید کرد تا منتظر محمد سه فصل با استقلال قرارداد داشته باشد.

### مس رفسنجان
وی در ۲۳ مرداد ۱۴۰۲ با قراردادی قرضی و یکساله به مس رفسنجان پیوست و پیراهن شماره ۱۱ این تیم را بر تن کرد.

## عملکرد ملی
محمد در همهٔ رده‌های سنی عضوی از تیم ملی عراق بوده و سه عنوان قهرمانی با تیم‌های ملی کشورش به دست آورده؛ وی که از ۱۸ سالگی تجربهٔ کاپیتانی کشورش را کسب کرده سابقهٔ حضور در مسابقات قهرمانی آسیا و جام جهانی در رده‌های سنی پایه را نیز دارد.

### زیر ۱۴ سال عراق
محمد نخستین تجربهٔ دعوت به تیم ملی را در سال ۲۰۱۴ به‌دست‌آورد، جایی که عراقی‌ها توانستند با صدرنشینی در گروهی که کره جنوبی حاضر بود و در نهایت شکست کره شمالی در فینال، قهرمان مسابقات زیر ۱۴ سال آسیا شوند.

### زیر ۱۷ سال عراق
منتظر محمد در سال ۲۰۱۵ به تیم ملی زیر ۱۶ سال عراق دعوت شد و در مقدماتی مسابقات زیر ۱۶ سال آسیا ۲۰۱۶ به میدان رفت که عراق توانست جواز حضور در این مسابقات را کسب کند؛ در خود این تورنومنت نیز محمد به تیم ملی دعوت شد و با به ثمر رساندن دو گل از عوامل قهرمانی عراق در این مسابقات و صعود به جام جهانی زیر ۱۷ سال ۲۰۱۷ بود.
در اکتبر ۲۰۱۷ محمد برای حضور در جام جهانی هند به تیم ملی زیر ۱۷ سال عراق دعوت شد و در هر ۴ مسابقهٔ عراق در این رقابت‌ها به میدان رفت و از عوامل صعود این تیم به مرحلهٔ یک‌هشتم نهایی بود.

### زیر ۲۰ سال عراق
در اوت ۲۰۱۹، منتظر برای نخستین بار به بازوبند کاپیتانی تیم ملی کشورش رسید و به همراه تیم ملی زیر ۱۸ سال عراق قهرمان مسابقات زیر ۱۸ سال غرب آسیا شد و به سومین دستاورد خود در ردهٔ ملی رسید.
وی همچنین کاپیتان تیم ملی زیر ۱۹ سال عراق در مقدماتی مسابقات فوتبال زیر ۱۹ سال آسیا ۲۰۲۰ بود، جایی که تیم ملی عراق با گل‌زنی محمد در دیدار پایانی، صدرنشین گروه خود شد و بدون شکست جواز حضور در مسابقات را کسب کرد اما در نهایت این مسابقات پس از چندین بار تعویق به علت دنیاگیری کووید-۱۹، توسط کنفدراسیون فوتبال آسیا به‌طور کامل لغو شد.
در فوریه ۲۰۲۰، محمد کاپیتان تیم ملی زیر ۲۰ سال عراق در مسابقات زیر ۲۰ سال جام عرب بود که این تیم تا مرحله یک‌چهارم نهایی مسابقات نیز پیش رفت.

### زیر ۲۳ سال عراق
در اکتبر ۲۰۲۱، منتظر به عنوان کاپیتان تیم ملی امید عراق در مقدماتی مسابقات زیر ۲۳ سال آسیا ۲۰۲۲ حضور یافت و توانست با به ثمر رساندن گل صعود مقابل بحرین در راهیابی عراق به این مسابقات مؤثر ظاهر شود.

### عراق
منتظر پس از درخشش در رده‌های سنی پایه عراق، نخستین بار در نوامبر ۲۰۲۱، برای دو بازی مقابل سوریه و کره جنوبی در مرحله سوم مقدماتی جام جهانی ۲۰۲۲ به تیم ملی بزرگسالان عراق دعوت شد ولی در هردوی این مسابقات نیمکت‌نشین بود و فرصت بازی پیدا نکرد.
وی از اعضای تیم ملی عراق در جام عرب ۲۰۲۱ بود و نخستین بازی ملی خود در ردهٔ بزرگسالان را در دیدار مرحلهٔ گروهی این رقابت‌ها مقابل عمان انجام داد.

## زندگی شخصی
برادر برزگ‌تر منتظر، مصطفی محمد، نیز بازیکن فوتبال است و حد فاصل سال‌های ۲۰۱۹ تا ۲۰۲۱ هم‌تیمی وی در الزورا بوده است و سابقهٔ بازی برای تیم ملی عراق نیز دارد. مصطفی در سال ۲۰۱۹ پیشنهادی از باشگاه استقلال تهران دریافت کرده بود که با مخالفت الزورا این انتقال انجام نشد.
وی و برادرش در مس رفسنجان هم تیمی شدند.

## دستاوردها

### ملی
زیر ۱۴ سال عراق
- مسابقات زیر ۱۴ سال آسیا: ۲۰۱۴

زیر ۱۶ سال عراق
- مسابقات زیر ۱۶ سال آسیا: ۲۰۱۶

زیر ۱۸ سال عراق
- قهرمانی زیر ۱۸ سال غرب آسیا: ۲۰۱۹

زیر ۲۳ سال عراق
- مسابقات زیر ۲۳ سال غرب آسیا: ۲۰۲۳

الزورا
- جام حذفی عراق: ۲۱–۲۰۲۰ (نائب قهرمان)
- سوپرجام عراق: ۲۰۲۱

### فردی
- بهترین بازیکن مسابقات زیر ۲۳ سال غرب آسیا ۲۰۲۳